# Cees Smits
Cornelius Wilhelmus (Cees) Smits (Hooge en Lage Zwaluwe, 2 oktober 1918 – 13 mei 1975) was een Nederlands politicus van de KVP.
Hij werd geboren als zoon van Christiaan Adriaan Smits (*1885; timmerman) en Maria de Swart (1890-1971). Hij was tijdens de bezettingsjaren betrokken bij het verzet. Midden 1951 volgde hij A.J.J. van der Made (later KRO-directeur) op als gemeentesecretaris van Made en Drimmelen. 
Begin 1965 overleed aldaar de burgemeester waarop Smits in oktober van dat jaar benoemd werd tot burgemeester van die gemeente. Bijna tien jaar later zou hij zelf tijdens zijn burgemeesterschap op 56-jarige leeftijd komen te overlijden.